# Montluçon
Montluçon é uma comuna francesa na região administrativa de Auvérnia-Ródano-Alpes, no departamento Allier. Estende-se por uma área de 20,67 km². Em 2010 a comuna tinha 36 015 habitantes (densidade: 1 742,4 hab./km²).141 hab/km².
Trata-se de uma cidade medieval.

## Património
- Castelo dos duques de Bourbon
- Igreja de São Paulo
- Bacias industriais de Montluçon

## Cultura
- MuPop - Museu de Músicas Populares de Montluçon